# Seperanka
Seperanka – kolonia w Polsce położona w województwie kujawsko-pomorskim, w powiecie wąbrzeskim, w gminie Ryńsk.
W latach 1975–1998 miejscowość administracyjnie należała do województwa toruńskiego.